# فرانك سميث (لاعب كرة قدم)
فرانك سميث (بالإنجليزية: Frank Smith)‏ (30 أبريل 1936 بكولشيستر في المملكة المتحدة - ) هو لاعب كرة قدم بريطاني في مركز حراسة المرمى. لعب مع توتنهام هوتسبير وكوينز بارك رينجرز ونادي ويمبلدون وكورنثيان كاشولز.